# Pablo Atkinson
Pablo Andrés Atkinson (Mar del Plata, 6 de julio de 1987) es un actor, comediante, transformista, y productor argentino radicado en Uruguay. Es reconocido principalmente en el ámbito teatral y dentro del ambiente LGBT porteño y uruguayo, destacándose por sus participaciones en programas de televisión y en espectáculos de formato café-concert.

## Biografía
Nacido en una familia de profesionales, es el primer actor en su familia. Rodeado de teatros, desde niño ya demostró interés en la actuación. Cursó el Secundario en el Colegio Nacional Dr. Arturo U. Illia en Mar del Plata, ciudad en la cual comenzó en 1998 sus estudios actorales, continuándolos en Buenos Aires y hasta la actualidad con maestros como Silvia Ferragine, Blanca Caraccia, Cecilia Martín, Gastón Martelli, Leo Rizzi, Eduardo Alías, Judith Bayner, Dalila Romero, Teresa Calero, Lorena Barutta, Néstor Romero. Estudia canto con Virginia Serna y Victoria Bancalá. Se recibió de "EFA" (Escuela de Formación Actoral) en 2007 y cursó dos años del Profesorado de Arte especializado en Teatro en Andamio `90. Participó en diversos espectáculos teatrales, e incursionó en el transformismo en el año 2005, presentando su espectáculo en teatros y escenarios de la Argentina en las ciudades de Buenos Aires, La Plata, Córdoba, Bahía Blanca, Olavarría, Neuquén y Mar del Plata, en Uruguay en las ciudades de Montevideo, Punta del Este, Minas, Cardona, Colonia, Carmelo, Trinidad, Rocha, Castillos, Fray Bentos, Paysandú, Salto, Ciudad de la Costa, Tarariras, Florida, Las Piedras, Durazno, San José, entre otras, y también en Santiago de Chile.
Debuta en teatro como protagonista del espectáculo "Milenio, el musical" año 1999 en la sala Piazzolla del Teatro Auditorium, Mar del Plata. Interviene luego en diversos espectáculos en Argentina de creación y dirección propia, y siendo nominado al Premio Estrella de Mar 2010 como Mejor Varieté en el espectáculo "Incomparablemente Parra", de Fernando Parra.
Participa en varios cortometrajes y realiza cursos y seminarios de comedia del arte, dirección de arte, efectos especiales en cine y teatro, diseño de animación y posproducción, actuación en cine, producción audiovisual. Estudia específicamente producción para ser el gestor de sus obras.
Tiene en 2009 y 2010 importantes propuestas laborales en Montevideo, Uruguay, ciudad a la que decide mudarse en el año 2011 para extender la compañía Humorisimas que desarrollaba junto a Jonatan Sapag en Argentina. Durante el 2013 y 2014 estuvo de gira con la obra "Carlos Perciavalle: El Musical", en donde compartió escenario con una figura de altísima trayectoria en el espectáculo rioplatense, el actor Carlos Perciavalle, presentándose en distintos departamentos del país. Realiza diversas temporadas teatrales por diversas salas. En 2022 estrena en el Teatro El Tinglado su unipersonal "Multifacética"  realizando 6 meses de temporada ininterrumpida, gira por el interior y siendo nominado al Premio Florencio como Mejor Actor en Unipersonal.
En televisión, el año 2018 interviene con otro de sus talentos y pasiones en el famoso programa de cocina Masterchef Uruguay de Canal 10, en su tercera temporada, ganando la cuchara y el delantal frente a miles de aspitantes que se presentaron. Luego de esto, participa con sus personajes en programas como La peluquería de Don Mateo en Canal 10, La noche del Pela en VTV, Pasapalabra en Canal 10, PH Podemos Hablar en Canal 4, para finalmente pasar a ser parte de El Show de la Tarde en Canal 10.

## Trabajos

### Teatro
- 1999, Milenio, el musical  de Alejandra Pache. Teatro Auditorium, Sala Astor Piazzolla. Mar del Plata.
- 2002, No es otra tonta telenovela latinoamericana , de Gastón Martelli. Mar del Plata.
- 2003, Los indios estaban cabreros de Blanca Caraccia. Teatro Roberto J. Payró. Mar del Plata.
- 2006, Mateo, de Armando Discepolo (2006). Teatro San Telmo. Buenos Aires.
- 2006, Los Protagonistas II  de Miguel Reynal. Teatro Arlequines. Buenos Aires.
- 2007, Humor a la Putanesca  de Fernando Parra. Teatro del Ángel. Mar del Plata.[10]
- 2007, Aventuras en el circo  de Germán Marti. Teatro de Luz y Fuerza. Buenos Aires.
- 2007, Trescientos Millones  de Roberto Arlt. Teatro Andamio 90. Buenos Aires.
- 2007-2008, Transfussion  de Pablo Atkinson. Teatro Bauen. Buenos Aires.[11]
- 2008, Divertidas de Pablo Atkinson.  Auditorio Shopping Peatonal. Mar del Plata.
- 2009, La Revistita Rosarina  Paseo la Plaza. Buenos Aires.[12]
- 2010, Incomparablemente Parra  de Fernando Parra. Teatro del Ángel. Mar del Plata.[13]
- 2010, Humorísimas  de Pablo Atkinson. Teatro Roberto Durán. Castelar.
- 2009, Hechizo de Humor  de Pablo Atkinson. Teatro Roberto Durán, Castelar. Teatro del Viento, Neuquén (2010), Il Tempo, Montevideo (2011/2012/2013).[14]
- 2013, Humorisimas 10 años de Jonatan Sapag. Teatro El Bombín, La Plata.
- 2013, Carlos Perciavalle: El Musical de Alfredo Leirós. Teatro Nogaró, Punta del Este y gira por todo Uruguay.[15]
- 2014, Un Verano de Risa  de Pablo Atkinson. Teatro Nogaró, Punta del Este.[16]
- 2015-2016, Mi mujer es el plomero de Hugo Marcos. Teatro El Tinglado y Teatro de La Candela, Montevideo.[17]
- 2015-2016, El Mago de Oz Teatro La Candela, Montevideo.[18]
- 2015, Humorisimas Music Hall de Pablo Atkinson, Teatro El Tinglado, Montevideo.[19]
- 2016, Humorisimas Internacional de Pablo Atkinson, Farinelli Espectáculos. Santiago de Chile.[20]
- 2016, Humorisimas La Revista  de Pablo Atkinson y Jonatan Sapag. Nueva Cero Discotheque, Santiago de Chile.
- 2016-2018 Humorisimas Gira Nacional de Pablo Atkinson. Teatro Lavalleja, Minas. Teatro Nogaró, Punta del Este. Teatro Complejo 2 de Mayo, Castillos. Teatro Life, Costa Urbana Shopping, Ciudad de la Costa.[21]
- 2016, Burlesque, las mujeres de Cervantes de María Dodera y Susana Anselmi. Centro Cultural de España y Auditorio Nacional del SODRE, Montevideo.[22]
- 2017, Humorisimas Varieté de Pablo Atkinson. Teatro El Tinglado, Montevideo, y Teatro Life, Ciudad de la Costa. Espectáculo que recibió una mención especial en los Premios Florencio 2017, mayor galardón del teatro uruguayo, por su incursión y aporte a la escena nacional.[23]
- 2018, Es cosa de hombres de Guillermo Camblor. Teatro El Tinglado, Montevideo. Teatro 25 de Mayo, Rocha. Teatro Life, Ciudad de la Costa. Teatro Artigas, Trinidad.[24]
- 2018, Humorisimas de lujo de Pablo Atkinson. Teatro El Tinglado, Montevideo. Teatro Uamá, Carmelo. Teatro Artigas, Cardona. Teatro Miguel Young, Fray Bentos.[25]
- 2018, Chicas Fugitivas de Juanse Rodríguez. Teatro del Anglo, Montevideo.[26]
- 2019, Humorisimas: De lo nuestro, lo peor (2019) de Pablo Atkinson. Teatro El Tinglado, Montevideo.[27]
- 2019, Carmen Barbieri y Humorisimas  de Pablo Atkinson, Teatro El Tinglado, Montevideo.[28]
- 2020, Humorisimas de lujo en pandemia de Pablo Atkinson, Teatro El Galpón, Montevideo.[29]
- 2021, Culebrón de Pablo Atkinson, Teatro El Tinglado, Montevideo.[30]
- 2022, Multifacética  de Pablo Atkinson, Teatro El Tinglado, Montevideo y gira por el interior.[7]
- 2022, Una lágrima sobre el teléfono de Pablo Atkinson, Teatro El Tinglado, Montevideo.[31]
- 2023, Amigas y rivales de Pablo Atkinson, estrenada en Teatro Cantegril de Maldonado y gira por todo el interior del país.[32]
- 2023, Humorisimas 19 años de Pablo Atkinson, Teatro El Galpón, Montevideo.[33]

### Apariciones en Televisión
| Año            | Título                           | Canal    |
| -------------- | -------------------------------- | -------- |
| 2009           | Los Profesionales de Siempre[34] | Canal 9  |
| 2010           | Policías en Acción[35]           | Canal 13 |
| 2011/2012/2013 | Cámara Testigo[36]               | Canal 12 |
| 2014           | Verano Perfecto[37][38][39]      | Canal 12 |
| 2014/2017/2019 | Día a Día[40][41][42]            | VTV      |
| 2014           | Punta.Es[43][44][45]             | Canal 11 |
| 2015           | La Mañana[46]                    | Canal 5  |
| 2016/2017/2019 | Algo contigo[47][48][49][50]     | Canal 4  |
| 2016/2017      | Buen día Uruguay[51][52]         | Canal 4  |
| 2018           | Masterchef Uruguay[53][54]       | Canal 10 |
| 2019           | Puglia Invita[55]                | Canal 10 |
| 2019           | Tarde o Temprano[56]             | Canal 12 |
| 2019           | La mañana en casa[57]            | Canal 10 |
| 2020           | La peluquería de Don Mateo       | Canal 10 |
| 2021-2023      | El show de la tarde[58]          | Canal 10 |
| 2025           | Gran hermano                     | Telefe   |

### Filomografía
- 2004, El nombre del Diablo  de Bruno Zanabre.
- 2005, La leyenda de las brujas del bosque  de Nazareno Urbani.
- 2005, El Ciego  de Pablo Atkinson.[59]
- 2006, El otro Mar  de Pablo Atkinson.
- 2028, El Transformista  de Nicolás Silva y Pablo Mendoza.[60]

## Premios y nominaciones
- 2006, Premio Revelación Teatro Arlequines de Buenos Aires.
- 2010, Nominación Premios Estrella de Mar como Mejor Varieté de Humor, Mar del Plata.[61]
- 2011, 2012, 2013 y 2014, Premios Il Tempo: Revelación, Mejor Producción y Mejor Espectáculo, Montevideo.
- 2017, Mención Especial Premios Florencio al teatro uruguayo por "Humorisimas Varieté" como aporte a la escena nacional.[62]
- 2022, Nominación Premios Florencio como Mejor Actor en Unipersonal por "Multifacética", Montevideo.[8]